# Galán Géza J.
Galán Géza J., Galán Géza József (Pozsony, 1986. március 22.) magyar színész, televíziós műsorvezető, borász.

## Családja
Galán Géza színész fia, Galán Angéla testvére. Édesanyja Zalka Katalin újságíró. Felesége Galán-Fazekas Ibolya a mohácsi Kanizsai Dorottya Múzeum múzeumpedagógusa. Első gyermeke Galán Gáspár, 2017 tavaszán született. Második gyermekük Zsigmond.

## Pályafutása
Már gyermekkora óta foglalkozott a színészettel. A pozsonyi Duna utcai általános iskolába járt, majd a budapesti a Waldorf-gimnáziumban és a Szent Margit Katolikus Egyházi Gimnáziumban folytatta tanulmányait.13 éves volt, amikor családjával a magyar fővárosba költözött. Érettségi után a Színház- és Filmművészeti Egyetem filmművészeti karának televíziós rendező, műsorvezető szakán tanult. 2004 és 2009 között az Életképek című filmsorozatban alakította Nagylaki Gábort, 17 évesen, még gimnazistaként választottak ki a szerepre Földessy Margit stúdiójában.
Műsorvezetőként is ismert: az Arcok a médiában és a Fogadóóra műsorvezetőjéként dolgozott. Azután a Szerencsejáték Zrt.-hez köthető műsoroknak volt arca: 2010-től 2019-ig volt műsorvezetője a Szerencse Híradónak, 2015. április 8-tól a Skandináv lottó sorsolását és 2020. augusztus 23-tól a Hatoslottó sorsolását vezette. Volt olyan is, amikor helyettesítőként működött közre a sorsolási műsoroknál: 2011. június 11-én a SzerencseSzombat műsornál Harsányi Leventét, 2013. június 16-án a Hatoslottó sorsolásnál Marczali Lászlót helyettesítette. 2024 júliusának végén búcsúzott el a Hatoslottó és a Skandináv lottó című sorsolási műsoroktól, az ő helyét mindkét műsorban Maloveczky Miklós vette át. Jelenleg a Szerencseperc című műsoron dolgozik.
A Vaskapu Kastély Mohács Bortermelő Kft. tulajdonosa, és 2019-től saját borok termelésével foglalkozik a mohácsi Vaskapu birtokon.